# Tino (otok)
Tino je talijanski otok u Ligurskom moru na najzapadnijem dijelu zaljeva La Spezia. On je južni otok otočja Spezzina koji čine još dva otoka, veliki i srednji Palmaria i maleni Tinetto sjevernije, koji čine povezan niz.  
Otok ima površinu od 0,13 km2 i najviši vrh od 121,8 m, a nalazi se u jednoj od najslikovitijih i najpoznatijih mediteranskih priobalnih područja, poznatom po svojoj ljepoti i popularnosti kao turističke destinacije. Obala Cinque Terre sa svojih pet sela i okolna brda Nacionalnog parka Portovenere su zajedno s ova tri otoka od 1997. god. UNESCO-ova svjetska baština. 

## Povijest
Svetac zaštitnik zaljeva Spezia, Sveti Venerije (San Venerio, oko 560.—630.), je živio kao pustinjak na Tinu, a kasnije kao opat. Njegova svetkovina se slavi u okolici svake godine 13. rujna. Na mjestu njegove smrti je izgrađeno svetište koje je u 11. stoljeću izraslo u samostan čiji ostatci su još vidljivi na sjevernoj strani otoka.
Danas se na otoku nalazi samo svjetionik i dijelom je vojna zona zabranjena za posjetitelje.

## Galerija
- Zaljev Spezia
- Svjetionik San Venerio
- Tino viđen iz bunkera na Palmariji (1944.)
- Palmaria i Tino

## Vanjske poveznice
|  | Zajednički poslužitelj ima još gradiva o temi Tino (otok) |